# Carrera de regularidad
La carrera de regularidad o rally de regularidad es un tipo de competición de automovilismo (y con menor frecuencia de motociclismo) en la cual los participantes deben realizar un recorrido en un tiempo lo más cercano posible al establecido por los organizadores. Cuanto menor es la diferencia, mejor puntaje se le otorga al competidor, y quien tiene mejor puntaje al completar las etapas es declarado ganador de la carrera.
Al igual que en el rally y el rally raid, los participantes de una carrera de regularidad efectúan su salida en intervalos preestablecidos y los participantes son controlados en varios puntos de la ruta preestablecida; estos pueden ser preanunciados o escondidos para los competidores. 

## Rally de Regularidad
En los rallyes de regularidad para vehículos actuales y en rallyes de regularidad sport para vehículos históricos, los tramos cronometrados se realizan sobre carreteras cerradas al tráfico, por lo que el organizador tiene libertad de establecer la velocidad media, con la única limitación del reglamento de la categoría en cuestión. En este tipo de rallyes las medias de velocidad impuestas suelen ser altas, por lo que es necesaria mucha pericia.
En España, estos rallyes se realizan bajo la autoridad de la Real Federación Española de Automovilismo en el caso de los automóviles y de la Real Federación Motociclista Española, en el caso de las motocicletas.
En el caso de las motocicletas, además de las pruebas individuales, han sido populares también las competiciones por parejas y por equipos.
Las competiciones de regularidad (en especial las de motocicletas) fueron muy populares desde los inicios del motociclismo hasta los años 70 y 80, en que las dificultades para obtener los permisos necesarios y otras circunstancias forzaron el declive de la especialidad. En función de la media impuesta, se hablaba de regularidad (velocidades medias altas) o regularidad turística (medias bajas).

## Regularidad para Vehículos Históricos
Los rallyes de regularidad para vehículos históricos se caracterizan porque se realizan sobre carreteras abiertas al tráfico y en que la media de velocidad impuesta no debe ser nunca superior a 49,9 km/h. Se celebran bajo autoridad de la Federación Internacional de Vehículos Antiguos.
Ya que por lo general los tiempos a lograr son poco exigentes en relación con las prestaciones de los vehículos, estos no precisan desarrollar prestaciones altas y los conductores no tienen la necesidad de pilotar al máximo, como sí ocurre en otras modalidades de automovilismo. Si los vehículos que participan en una carrera de regularidad histórica tienen prestaciones muy dispares, a cada uno se le exige distintos tiempos de etapa o vuelta.
Los tiempos a cumplir son lo suficientemente altos como para que los conductores no deban sobrepasar los límites de velocidad de esas vías. En una carrera de regularidad en circuito, el tiempo evaluado suele ser el de cada vuelta. En ambos casos, los conductores tienen prohibido frenar abruptamente o detenerse cerca de la línea de toma de tiempos, y así lograr un tiempo más preciso.